# Franz Gesterding

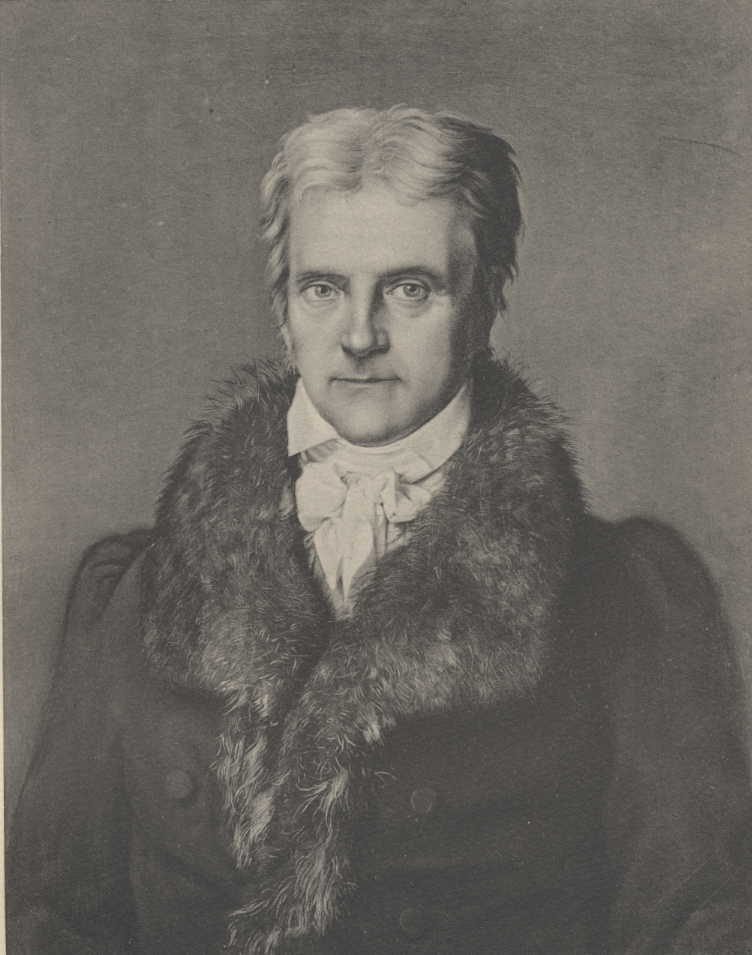
Franz Christian Gesterding im Jahre 1839

Franz Christian Gesterding, auch Friedrich Gesterding, (* 6. März 1781 in Greifswald; † 16. Dezember 1841 ebenda) war ein deutscher Rechtswissenschaftler und Hochschullehrer.

## Leben
Franz Gesterding, Sohn des Christoph Gottfried Nicolaus Gesterding und jüngere Bruder von Carl Gesterding, besuchte ab 1788 die Greifswalder Stadtschule und von 1797 bis 1801 die Universität Greifswald. Dort hörte er bei David Wilhelm Warnekros und Carl Friedrich Voigt Römisches Recht, Anleitung zum Prozess bei Friedrich August Mehlen und bei Emanuel Friedrich Hagemeister Deutsches Recht. 1801 wurde er in Greifswald Notar. Er erhielt die Zulassung als Advokat zum Hofgericht Greifswald und im folgenden Jahr zum Obertribunal Wismar. Franz Gesterding wurde 1804 zum Advocatus fisci und 1806 zum Prokurator am Hofgericht ernannt. Im Herbst 1811 legte er beide Ämter nieder. Von Anfang 1808 bis Ende März 1810 verwaltete er außerdem den Posten des Jagdfiskals für Schwedisch-Pommern. 
1812 wurde er an der Greifswalder Juristenfakultät zum Doktor des Rechts promoviert und ging er als Adjunkt an die juristische Fakultät der Universität Greifswald, wo er 1818 zum ordentlichen Professor für Römisches Recht berufen wurde. Er gab zahlreiche juristische Schriften heraus. Von 18120 bis 1823 war er außerdem Beisitzer des Greifswalder Konsistoriums. 1825 wurde er zum Rektor der Hochschule gewählt.

## Schriften (Auswahl)
- Über die Schuldverbindlichkeit als Object des Pfandrechts nach Grundsätzen des Römischen Rechts. Mauritius, Greifswald 1812.
- Die Lehre vom Pfandrecht : nach Grundsätzen des Römischen Rechts. Mauritius, Greifswald 1816 (2. Auflage Greifswald 1831)
- Ausführliche Darstellung der Lehre vom Eigenthum und solchen Rechten, die ihm nahe kommen : besonders nach Grundsätzen des römischen Rechts. Mauritius, Greifswald 1817.
- Alte und neue Irrthümer der Rechtsgelehrten. 1818.
- Ausbeute von Nachforschungen über verschiedene Rechtsmaterien. 7. Bde., Koch, Greifswald 1826–1840.